# Concattedrale dei Santi Pietro, Lorenzo e Colombano
La concattedrale dei Santi Pietro, Lorenzo e Colombano è un luogo di culto cattolico situato nel comune di Brugnato, in provincia della Spezia. La chiesa è sede della parrocchia omonima del vicariato di Brugnato della diocesi della Spezia-Sarzana-Brugnato.

## Storia

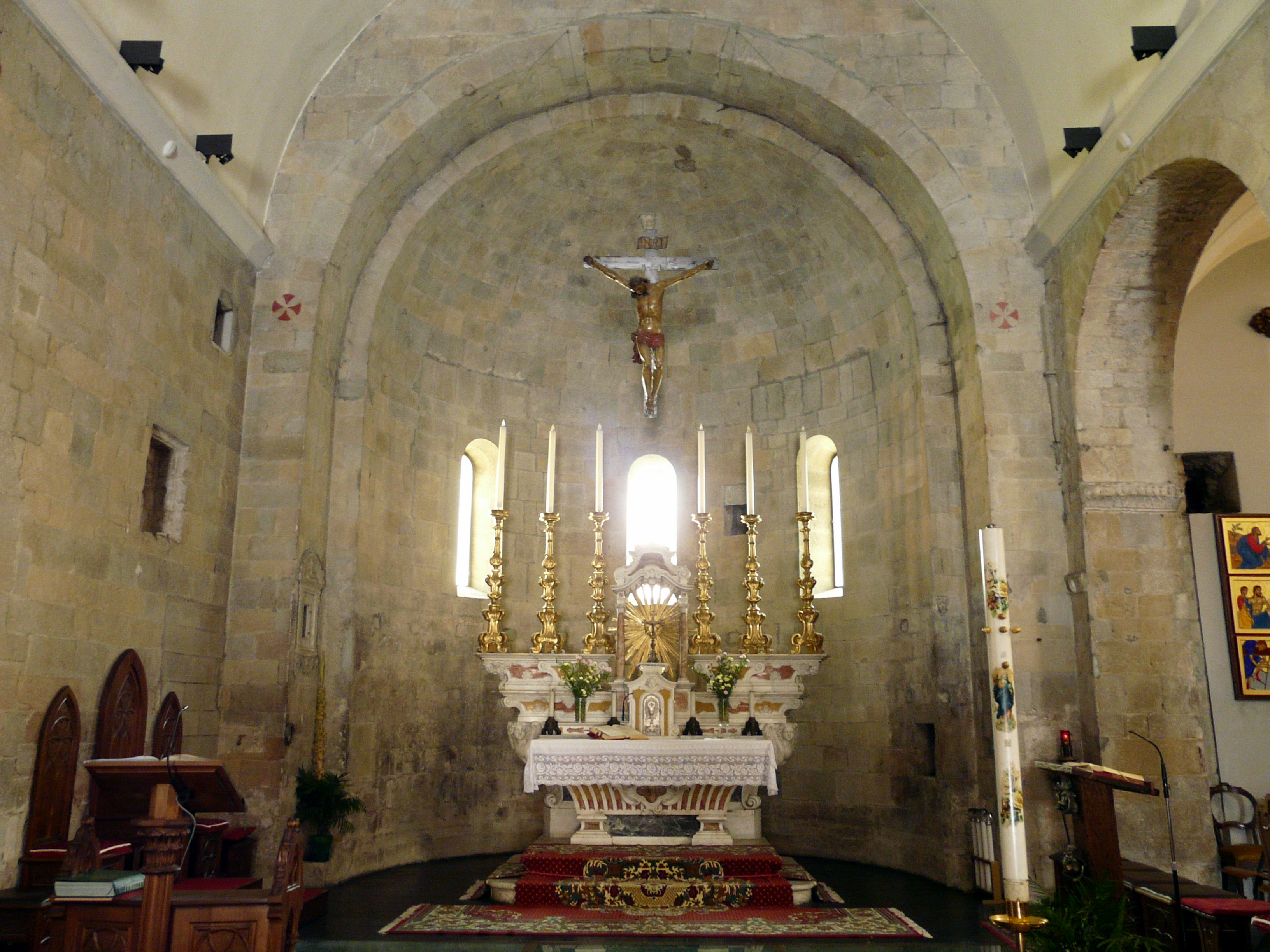
L'altare maggiore

Secondo alcune fonti, supportate da alcuni ritrovamenti nelle fondamenta della chiesa il primo edificio di culto sarebbe stato edificato nel VII secolo sull'area di un'antica necropoli paleocristiana, dipendente dall'abbazia di San Colombano di Bobbio.
La chiesa fu riedificata tra l'XI e il XII secolo passando ai monaci benedettini e divenendo sede dal 1133 della diocesi di Brugnato (suffraganea dell'arcidiocesi di Genova) che ebbe potere spirituale su quasi tutta la media ed alta val di Vara.
Con l'avvento dei ghibellini, nel corso del XIV secolo, e il conseguente abbandono del vescovo brugnatese che trovò rifugio nella città di Pontremoli, la cattedrale cominciò a perdere di importanza. 
Nel 1820 la diocesi, fu poi unita alle altre due comunità della Spezia e di Sarzana-Luni in un'unica diocesi, con sede alla Spezia, lasciando all'antica abbazia di Brugnato il titolo di concattedrale.
Negli anni cinquanta del Novecento alcuni lavori di restauro hanno portato al ritrovamento dei resti dell'originaria chiesa romanica. I resti sono stati oggetto di studio nel 1994 quando gli scavi archeologici, condotti dalla Soprintendenza archeologica della Liguria, hanno riportato alla luce gli antichi muri perimetrali, la pavimentazione in cotto ed un fonte battesimale sotto la navata centrale.
Nel 2009 ha ospitato il "Meeting internazionale delle comunità di San Colombano".

## Descrizione

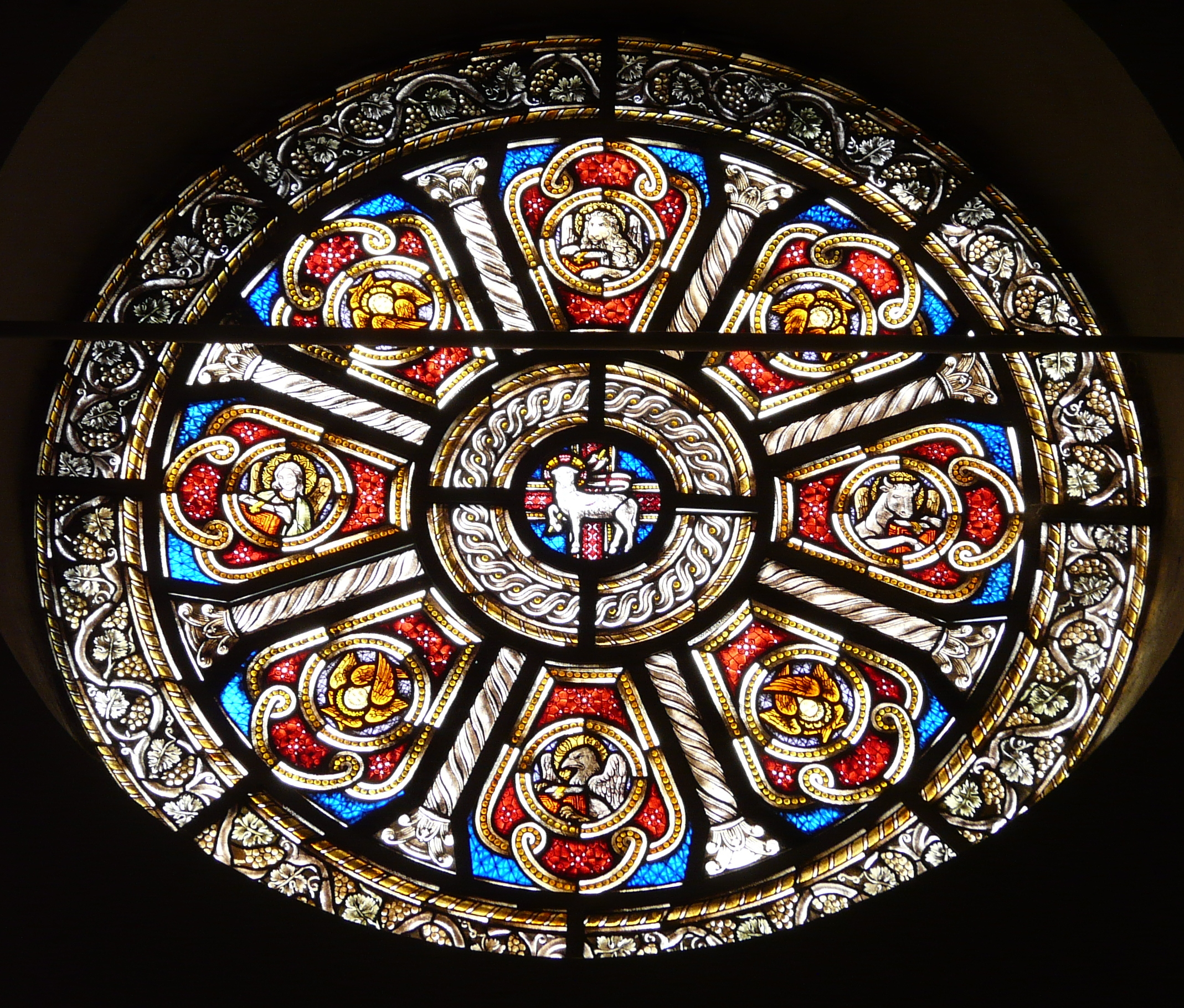
Le vetrate del rosone

L'architettura della struttura è caratterizzata da un impianto a due navate parallele separate tra loro da una fila di colonne secondo lo schema planimetrico molto diffuso tra gli edifici di culto della Lunigiana e meno presente in altre chiese del circondario ligure. Le massicce colonne in pietra sostengono arcate a tutto sesto di forte spessore.
Vi sono differenze tra le due navate: quella sinistra e maggiore è coperta da una volta a botte ed è conclusa da un'abside semicircolare nella quale si aprono tre monofore a doppia strombatura; la navata destra, più piccola, si presenta invece con campate a crociera e termina con una parete piana all'interno che nasconde l'abside curva visibile esternamente.
L'altare maggiore, in marmi colorati, è in stile barocco.
L'interno - molto sobrio e con pochi elementi decorativi - conserva tracce e reperti scultorei dell'antica chiesa primitiva, nonché alcuni affreschi tra i quali, nella seconda colonna di destra, uno raffigurante San Colombano benedicente e databile al XV secolo.
Un altro affresco, riportato alla luce dagli interventi di restauro del 1994, è dipinto sulla parete della navata minore e riproduce La presentazione di Gesù al tempio; vi si riconoscono - oltre al sacerdote, Gesù, Giuseppe e Maria - i santi Francesco d'Assisi e Lorenzo.
Sulla parete absidale della navata destra è conservato un polittico con Scene della passione di Gesù.
Una tela del pittore Vincenzo Comaschi, datata al 1821, raffigura la Vergine Maria con in grembo Gesù Bambino tra angeli e i santi Lorenzo e Francesco.
Il rosone, realizzato nel 2007 è opera dell'artista Barbara Ferabecoli.